# نيلي (لاعب كرة قدم)
نيلي (بالإسبانية: Nili Perdomo)‏ هو لاعب كرة قدم إسباني في مركزي نصف الجناح والدفاع، ولد في 18 فبراير 1994 في لاس بالماس دي غران كناريا في إسبانيا. لعب مع نادي برشلونة ونادي لاس بالماس.

## وصلات خارجية
- نيلي (لاعب كرة قدم) على موقع قاعدة بيانات كرة القدم.إي يو (الإنجليزية)
- نيلي (لاعب كرة قدم) على موقع Soccerbase.com (لاعب) (الإنجليزية)
- نيلي (لاعب كرة قدم) على موقع Soccerway.com (الإنجليزية)
- نيلي (لاعب كرة قدم) على موقع عالم كرة القدم.نت (الإنجليزية)
- نيلي (لاعب كرة قدم) على موقع AS.com (الإسبانية)